# 횡성 읍하리 삼층석탑
횡성 읍하리 삼층석탑(橫城 邑下里 三層石塔)은 대한민국 강원특별자치도 횡성군 군청 내에 있는 삼층석탑이다. 일제시대 당시 횡성군내의 옛 절터에 있었던 것을 옮겨 온 것으로, 바닥돌과 기단(基壇)을 잃어버려 3층의 탑신(塔身)만 남아있다. 1971년 12월 16일 강원특별자치도의 유형문화재 제23호로 지정되었다.

## 개요
일제시대 당시 횡성군내의 옛 절터에 있었던 것을 옮겨 온 것으로, 바닥돌과 기단(基壇)을 잃어버려 3층의 탑신(塔身)만 남아있다.
남아 있는 탑신 각 층의 몸돌과 지붕돌은 각각 하나의 돌로 쌓아 올린 것이다. 몸돌의 높이는 1층보다 2층이 많이 줄어들었고, 3층은 2층보다 조금 작다. 위로 올라갈수록 적당하게 작아져 안정감을 주고 있는 지붕돌은 밑면의 받침이 4단씩이고, 윗면의 경사가 급하며, 네 귀퉁이는 살짝 들려 있다. 3층 지붕돌 윗면에는 6㎝정도의 작은 구멍이 있는데, 이곳에 머리장식을 설치하였던 것으로 보인다.
기단부가 없어 전체적인 형태는 알 수 없지만 탑신은 아담하고 안정감이 있다. 지붕돌의 양식이나 조각수법으로 보아 고려 중기의 작품으로 추정된다.

## 같이 보기
- 삼층석탑

## 참고 자료
- 읍하리삼층석탑 - 국가유산청 국가유산포털